# جاستن هيكمان
جاستن هيكمان (بالإنجليزية: Justin Hickman)‏ هو لاعب كرة قدم أمريكية أمريكي، ولد في 20 يوليو 1985 في إل باسو في الولايات المتحدة.

## وصلات خارجية
- جاستن هيكمان على موقع مرجع كرة القدم المحترفة.كوم (الإنجليزية)